# Dag Terje Andersen
Dag Terje Andersen, né le 27 mai 1957 à Frogn, dans le comté d'Akershus est un homme politique norvégien, membre du Parti du travail et président du Storting (Parlement) de 2009 à 2013.

## Biographie
Après avoir travaillé dans une aciérie et comme bûcheron, il est élu député au Storting en tant que représentant du comté de Vestfold en 1997 et a toujours été réélu depuis. 
Maire de la commune de Lardal de 1987 à 1992, il est conseiller du ministre des Affaires étrangères avant de devenir en 1992 secrétaire d'État au ministère des Affaires sociales. De 1992 à 1996, il est secrétaire du Parti du travail. Il devient ministre de l'Agriculture en 1996, puis après une interruption, ministre du Commerce et de l'Industrie en 2006 après la démission d'Odd Eriksen, enfin ministre du Travail et de l'Insertion en 2008.
Après les élections législatives de septembre 2009, il est élu président du Storting (Parlement) le 8 octobre suivant.